# Delta timing
Delta time ou Delta timing é um conceito usado entre os programadores em relação ao hardware e a capacidade responsiva da rede. Na programação gráfica, o termo é geralmente usado para atualização variável de cenário baseado no tempo decorrido desde a última atualização do jogo (isto é, o "quadro" anterior), que vai variar dependendo da velocidade do computador e de quanto trabalho precisa ser feito no jogo a qualquer momento. Isso também permite que gráficos sejam calculados separadamente se eles estão sendo gerenciados em multitarefa. Na programação de rede, devido a natureza imprevisível das conexões de internet, o Delta timing é usado de forma similar para atualizar variavelmente a informação de movimento recebida via rede sem ser afetado pelo tempo que demorou para receber o próximo pacote de dados de informação de movimento, mantendo-se uma atualização estável e uniforme mesmo quando os dados estão sendo recebidos de forma desproporcional em relação ao tempo de demora entre o recebimento de cada pacote, problema que pode ser causado por uma conexão lenta.
Isso é feito chamando um timer a cada quadro por segundo que armazena o tempo entre agora (o momento atual) e a última chamada em milissegundos. Depois disso, o número resultante (Delta time) é usado para calcular o quão longe, por exemplo, um personagem do jogo teria se movido durante esse tempo. O resultado é, o personagem vai levar a mesma quantidade de tempo do mundo real para se mover pela tela, independentemente da frequência de atualização ou se o delay é causado pela falta de poder de processamento ou por uma conexão de internet lenta.